# Baal-Cefon
Baal-Cefon, Baal-Sefon (hebr: בעל צפון) – miejsce (geograficzny punkt odniesienia) w biblijnym opisie obozowiska Izraelitów pod Pi-Hachirot, przed przekroczeniem Morza Czerwonego w czasie wędrówki z Egiptu do Ziemi Obiecanej pod wodzą Mojżesza (Wj 14:2; Lb 33:7). Jahwe rozkazał im: Niech zawrócą i niech rozbiją obóz pod Pi-Hachirot, pomiędzy Migdol a morzem, naprzeciw Baal-Sefon.
Dokładna lokalizacja nie jest znana. W XIX wieku niektórzy bibliści utożsamiali ją z Pitom, sądząc że była tam świątynia Baala. Prace archeologiczne obaliły tę hipotezę. Dzisiaj zwykle wskazuje się na górę Ataka w pobliżu Morza Czerwonego w Egipcie.